# Bitva na řece Mbororé
Bitva na řece Mbororé, která se odehrála 11. března 1641, představuje jednu z nejdůležitějších bitev vybojovaných v oblasti Jižní Ameriky v 17. století. Indiánské milice zorganizované jezuity z Guaraníú žijících v jezuitských redukcích v ní rozdrtily obrovskou výpravu portugalských otrokářů a ukončily tak období systematického plundrování redukcí a španělských pohraničních držav portugalskými obchodníky s lidmi. Zároveň se touto bitvou stabilizovala hranice mezi portugalskými a španělskými državami v oblasti.

## Bitva
Velká výprava otrokářů ze Sao Paola, která měla potrestat jezuity a Guaraní za jejich vzdor, zlomit sílu redukcí a ulovit maximum otroků, byla v jezuitských redukcích očekávána. Jezuité a jejich indiáni byli varováni velkým množství kánoí, které přinesla povodeň, i uprchlými otroky a vyslali výpravě naproti průzkumníky, kteří 25. a 26. února svedli s otrokáři několik menších průzkumných a zdržovacích šarvátek.
Hlavní síly redukcí se poté shromáždily na řece Mboroné, kam ustoupil i zmíněný průzkumný oddíl. Zde se 11. března Guaraní z redukcí střetli s nepřítelem. Střelci redukcí zaútočili na kánoích na postupující flotilu otrokářů a lučištníci a prakovníci je podpořili z břehu. Zaskočení otrokáři byli rychle poraženi a přinuceni k ústupu. Kus po proudu pak vystoupili na břeh a v rychlosti vybudovali improvizovanou pevnost chráněnou palisádou.
Otrokáři doufali, že vojsko z redukcí na ně v nedočkavosti zaútočí a oni je díky větší palebné síle a opevnění zmasakrují. Milice redukcí však na improvizovanou pevnost přímo nezaútočily: oblehly ji a spokojily se s jejím ostřelováním. Tupíové si rychle uvědomili beznadějnost situace svých nemilovaných pánů, kterým docházely zásoby, a začali masově dezertovat z jejich služeb. Někteří prchali zpět do svých sídel, někteří se vzdávali jezuitům a prosili je, aby je přijali do svých redukcí, přičemž jim samozřejmě ochotně poskytovali přesné informace o situaci otrokářů.
Po několika dnech se zoufalí otrokáři, s nimiž vůdci Guaraníů odmítli vyjednávat, pokusili o průlom. Přes obléhací jednotky sice snadno prorazili, rychle ale zjistili, že cestu zpět po řece blokují síly příliš silné, než aby přes ně mohli projít. Museli se tedy pokusit projít skrz prales, kde je indiáni pronásledovali za podmínek pro sebe velmi výhodných. Domů se jich vrátilo jen pár jednotlivců.